# Leila Macor
Leila Macor (Caracas, 1971) es una escritora y periodista venezolana, que vivió en Montevideo, Uruguay, entre 1996 y 2011, autora de Lamentablemente estamos bien y Nosotros los impostores.
Entre 2005 y 2008 escribió dos columnas en la revista impresa Vayven del diario El Observador. En su columna de contratapa, Voy por fuera, publicó artículos sobre los uruguayos vistos desde la mirada de una extranjera. En la segunda, titulada Me mola, escribió bajo el seudónimo "Woman del Callao" notas ligeras y humorísticas sobre pequeños placeres cotidianos. También fue columnista de la edición en línea del mismo diario, Observa Ciudadano.

## Biografía
Hija de padres italianos, Leila Macor nació y creció en Caracas. Hizo sus primeros estudios en el Instituto Escuela, el liceo Tito Salas y el Colegio San Ignacio de Loyola. Cuando terminó la licenciatura en Letras en la Universidad Central de Venezuela, en 1996, se trasladó a Montevideo. En 2001 se mudó a Miami, Estados Unidos, pero volvió a la capital uruguaya al año siguiente, donde estudió Ciencias de la Comunicación en la Universidad Católica. Es corresponsal de la agencia internacional de noticias AFP en Los Ángeles, donde vive actualmente.